# Мухин, Станислав Владимирович
Станислав Владимирович Мухин (24 ноября 1948, Львов — 28 февраля 2012, Санкт-Петербург) — российский актёр театра и кино.

## Биография
Станислав Мухин родился 24 ноября 1948 года во Львове. Закончил Свердловское театральное училище (класс В. К. Козлова) и с 1970 по 1976 работал в Русском драматическом театре г. Жданова (нынешний Мариуполь). С 1978 года — в драматическом ансамбле «Молодой театр» при Ленконцерте. С 1989 года в труппе Молодёжного театра на Фонтанке. Станислав Мухин много работал на Петербургском телевидении и радио. Имел двоих детей, сын Максим, дочь Вероника и внучка Софья.
Скончался 28 февраля 2012 года в Санкт-Петербурге после продолжительной болезни..

## Творчество

### Работы в Театре
- 1970 «Характеры» по рассказам В. Шукшина — Сеня Громов
- 1971 «Талисман» (Бумбараш) — Цыган
- 1972 «Остановите Малахова» — Андрей Малахов
- 1973 «Ход конём» — Юра Изотов
- 1978 «Ночь после выпуска»
- 1979 «Опасное путешествие доктора Айболита» — Бармалей
- 1978 «До третьих петухов» — Иван-Дурак
- 1979 «Снежная королева» — Принц
- 1979 «Очарованный» — Дервиш
- 1979 «Моё загляденье» — Вася Листиков
- 1979 «Пеппи — Длинный чулок» — Клаун Джин
- 1984 «Удар» В. С. Розова — Молодой человек, Декан (реж. С. Я. Спивак)
- 1988 «Танго» Славомира Мрожека — Эдек (реж. С. Я. Спивак)
- 1989 «Мещанин во дворянстве» Жана-Батиста Мольера — Учитель философии (реж. С. Я. Спивак)
- 1989 «Гроза» А. Н. Островского — Дикой (реж. С. Я. Спивак)
- 1995 «Трёхгрошовая опера» Бертольда Брехта — Пичем (реж. С. Я. Спивак)
- 1998 «Плутни Скапена» Жана Мольера — Карл (реж. В. Ветрогонов)
- 2000 «Дни Турбиных» М. А. Булгакова — Гетман всея Украины (реж. С. Я. Спивак)
- 2001 «Жаворонок» Жана Ануя — Архиепископ (реж. С. Я. Спивак)
- 2006 «Король — Олень» Карло Гоцци — Панталоне (реж. Г. Р. Тростянецкий)
- 2008 «Дон Кихот» М. А. Булгакова — Духовник Герцога (реж. С. Я. Спивак)
- 2009 «Школа налогоплательщиков» Луи Вернея, Жоржа Берра — Министр финансов (реж. М. Г. Черняк)
- 2009 «Зимняя сказка» по Уильяму Шекспиру — Камилло (реж.— Магуи Мира [Испания])

### Работы в кино и сериалы
- 1991 — Сны о Гоголе (фильм-спектакль) :: Гоголь
- 1998 — Улицы разбитых фонарей :: «Молчун», осведомитель Казанцева (серия «Блюз осеннего вечера»)
- 2000 — Агент национальной безопасности — 2 :: Виталий Владимирович, он же «Соха», криминальный авторитет (озвучил Валерий Филонов) (серия «Цейтнот»)
- 2000 — Убойная сила-1 :: свидетель
- 2001 — Агентство НЛС :: Матвей Бурдин, он же «Мотя», мошенник (9 серия)
- 2001 — По имени Барон :: киллер
- 2002 — Агентство «Золотая пуля» :: Николай Иванович
- 2002 — Тайны следствия (2 сезон) — опер в Выборге
- 2002 — Марш Турецкого (3 сезон) :: Игорь
- 2003 — Бандитский Петербург. Фильм 5. Опер :: Седой
- 2003 — Удачи тебе, сыщик :: Юдин
- 2004 — Конвой PQ-17 :: эпизод
- 2004 — На вираже :: эпизод
- 2004 — Спецназ по-русски 2 :: эпизод
- 2005 — Принцесса и нищий :: эпизод
- 2005 — Улицы разбитых фонарей — 7 :: Потемкин
- 2006 — Жаворонок (фильм-спектакль) :: Архиепископ
- 2007 — Эра Стрельца :: Константин Сердюков, следователь
- 2007 — Закон мышеловки :: специалист
- 2008 — Дон Кихот (фильм-спектакль) :: духовник Герцога